# Sinistra körzet
A Sinistra körzet – Egy regény fejezetei Bodor Ádám, kolozsvári születésű, Kossuth-díjas magyar író első regénye. 1992-ben jelent meg a Magvető Kiadónál, később ugyanitt négy további kiadást ért meg. Az addig is jelentős novellistaként, tárcaíróként számon tartott Bodornak ez a könyv hozta meg az egyöntetű kritikai és közönségsikert, a műnek azóta huszonegy nyelven jelent meg fordítása.

## A megjelenés előzményei
A Sinistra körzet az író 1982-es, Magyarországra való áttelepülése utáni második megjelent könyve. A Holmi folyóirat 1990 novemberében hirdetett novellapályázatán egy, később némileg módosított változatban a regény egyik fejezeteként (Gábriel Dunka neve napja) szereplő novellával (Természetrajzi gyűjtemény Sinistra körzetben címmel) Bodor Ádám nyerte el az első díjat. Az 1991-es év során több magyarországi (Magyar Napló, Holmi, Élet és Irodalom, Jelenkor, Kortárs) és romániai (Helikon) folyóiratban az író által leközölt tizenkét darab novella ugyanezen elv alapján - tartalmában, megfogalmazásában némileg módosítva és más címmel szerepeltetve – később a Sinistra körzet fejezeteiként bukkant fel. A regény ihletéséről az író a következőképpen nyilatkozott: „Ilyen történetek szereplője én soha nem voltam, és nem is találkoztam olyan emberekkel, akikkel hasonló dolgok megestek. Egy bizonyos tájat, egy sajátos földrajzi környezetet, persze, ismertem a Kárpátok talán legismeretlenebb részén. Nekem ezeket a történeteket a táj sugallta. Egytől egyig, e tekintetben nincs kivétel.”

## Cselekmény
|  | Alább a cselekmény részletei következnek! |

A névtelen elbeszélő megérkezik Sinistra körzetbe, egy román–ukrán határmenti faluba valahol az Északkeleti–Kárpátokban. Az egyik helybéli, Nikifor Tescovina fogadja, és elvezeti ideiglenes szálláshelyére, egy romos egykori vízimalomba. Itt várakozik, amíg a helyi hatóságiak, a „hegyivadászok” vezetője, Puiu Borcan ezredes néhány nap múlva föl nem keresi. Azt kell mondja, elvesztek az iratai (a valóságban is ez történt), ekkor Borcan ezredestől új nevet kap: Andrej Bodor – ezt dögcédulán rögtön a nyakába erősítik. Andrej az erdeigyümölcs-begyűjtő központ vezetője lesz, ahonnan a körzet belsejében lévő rezervátumban élő medvéket etetik. Idővel a hegyivadászok bizalmi emberévé válik. Felbukkan egy különös idegen, a „Vörös Kakas”, aki Andrejnál hagy egy halat, hogy továbbítsa Borcan ezredesnek, aki ekkorra már halott – a csonttollú maradak által terjesztett járványba, a tunguz náthába halt bele. A körzetbe új ezredes érkezik, egy Izolda Mavrodin-Mahmudia nevű nő (a regényben többnyire becenevén, Coca kisasszonyként szerepel). Andrej ekkoriban egy Aranka Westin nevű varrónőnek udvarol, akinek férjét az újdonsült ezredes kitelepítette Sinistra körzetből. Kiderül, hogy Andrej azért jött ide, hogy fogadott fiát, aki évek óta él a körzetben internáltként, kiszabadítsa, és együtt távozzanak „a napfényes Balkánra”. Coca Mavrodin először Andrejt is ki akarja tiltani a körzetből, később eláll ettől a szándékától. Egy sikertelen, motozásos vámvizsgálat során, amelyet később Coca Mavrodin „csak gyakorlat”-nak nevez, Andrej megismerkedik az óriás török–német kamionossal, Mustafa Mukkermannal, aki felajánlja, hogy hússzállító kamionjában magával viszi Délre. Idővel Andrej az új ezredesnek is bizalmi emberévé válik: névleg útkaparói, helyettes halottkémi tisztséget tölt be, szolgálati lakásként kiutalnak neki egy házat, és az egyik helybéli, Severin Spiridon feleségét, Elvira Spiridont, mint „társat”. Egyik megbízatása során végül bejut a rezervátumba, és találkozik fogadott fiával, Béla Bundasiannal, aki azonban közli, hogy nem hajlandó vele menni sehova, és még aznap éjjel följelenti a hegyivadászoknál. Andrej később, szintén megbízásból, élve befalaz egy barlangba egy nyugalmazott erdőkerülőt, akit azzal gyanúsítanak, hogy fertőző beteg. Visszatekintésből kiderül, hogy Béla Bundasian egy bukovinai nővel, Cornelia Illarionnal (álnevén Connie Illafelddel) folytatott viszonya miatt került Sinistra körzetbe: az itteni elmegyógyintézetben kapott kényszergyógykezelést Connie Illafeld is, aminek hatására emlékeit, identitását teljesen elvesztette, és „buja tündér”-ből „szőrös állat”-tá változott. Connie Illafeld a medvészethez kerül, valaki azonban végez vele. Időközben lezajlik egy rejtélyes lázadás, amelyet valószínűleg elfojt a karhatalom. Andrej végül elmegy: megpróbálja magával vinni Elvira Spiridont is, de őt Mustafa Mukkerman nem hajlandó felvenni a kamionjába. Elvira Spiridonra anyaszült meztelenül Gábriel Dunka, a törpe talál rá, egy ideig otthonában bújtatja, végül feljelenti. A körzet kiürültével Béla Bundasian is leereszkedik hegyen lévő kényszerlakhelyéről, de miután megtudja, hogy mindenki elmegy, és Mustafa Mukkerman sem jön többé, öngyilkos lesz: felgyújtja magát egy kanna benzinben. Évekkel később Andrej Bodor „vadonatúj négykerék-meghajtású metálzöld Suzuki terepjárón” visszatér Sinistra körzetbe, ahol találkozik egykori kedvesével, Aranka Westinnel. Még hajnal előtt rátalálnak a hegyivadászok, és örökre kitiltják a körzetből.
|  | Itt a vége a cselekmény részletezésének! |

## Kritikai fogadtatás, értelmezések
A könyvet a szakma és a közönség egyaránt pozitív fogadtatásban részesítette. „Főmű – ezt a kategóriát nemigen írta le magyar kritikus az elmúlt időkben. Főmű – ez több mint egyszerűen a legjobb alkotás egy művész pályáján, nem az összehasonlítás és viszonyítás kategóriája tehát, hanem összefoglalása és ideálisan végleges formába öntése egy nagy életmű eredményeinek.” A lehetséges irodalmi előképek között Gabriel García Márquez, Iszaak Babel, Franz Kafka, Tamási Áron nevét említette a kritika, Tarján Tamás még Danilo Kiš-t, Milorad Pavić-ot említi Márton László jegyzi meg a táj, a természeti közeg kiemelt szerepét: „ […] a táj szó szoros értelemben címszereplő; a többi szereplő irányítója, a történeteknek nem annyira díszlete, mint inkább apparátusa” A kritika egyöntetűen elfogadja a totalitárius diktatúra világát a regény miliőjeként: „[a] megjelenített világállapotban a valóság létezése egyáltalán nem evidencia, az elnyomásnak ezen a fokán a valóság pusztán a hatóságok koholmánya. És mivel semmi esély arra, hogy bármi más léphetne e rendszerbe tákolt ráfogássorozat helyébe, a koholt válik az egyedüli Valósággá is valóban.” Bengi László a gyakran előforduló ismétléseket a mitikus szövegek elbeszéléstechnikáival rokonítja, említi továbbá a diktatúra velejárójaként megjelenő deszakralizálást – ennek fő példájaként a medverezervátum helyszínéül szolgáló lerombolt kápolnát. H. Nagy Péter szerint „A területről szökni akaró emberpár alakja […] biblikus motívumokat idéz. […] A Paradicsomból való kiűzetés motívumával ellentétben a regény végén az emberpár elválik egymástól: Andrej Bodor el tud szakadni Sinistra világától, mert […] (kívülről érkezett), a nő nem” A regény néhol groteszkbe hajlóan brutális, irracionális világában az ellensúlyozás, kiegyensúlyozás szerepét – a természeti képek, meseszerű attribútumok mellett – Bán Zoltán András szerint a humor tölti be: „ […] mégis keletkezik ez valóságkoholmány fölött álló elv, mely képes annak érvénytelenítésére. A humor elve ez. Dobrin City – és vele az úgynevezett szocializmus – rémületes álvilága legyen mégoly fogvacogtató, mégis nevetségessé válik, lerombolódik a luciferi humor Bodor támasztotta tisztító, megszabadító fergetegében.”